# Nekrolog Juni 2006
Nekrolog
◄◄
| ◄
| 2002
| 2003
| 2004
| 2005
| 2006 | 2007 | 2008 | 2009 | 2010 | ► | ►►
Januar |
Februar |
März |
April |
Mai |
Juni |
Juli |
August |
September |
Oktober |
November |
Dezember 2006
Weitere Ereignisse | Allgemeiner Nekrolog 2006
Die Beschreibung der verstorbenen Person sollte so kurz wie möglich gehalten sein und nur deren signifikante Tätigkeit(en) enthalten.
Neue Namen ggf. auch unter dem Geburts- und Sterbedatum, also etwa unter 1. Januar und im Geburts- und Sterbejahr (2024) eintragen (nur bei entsprechender großer Wichtigkeit). Für Beispiele siehe die schon vorhandenen Artikel.
Außerdem über die fünf zuletzt Verstorbenen, zu denen es einen ausreichend guten Artikel für eine Präsentation auf der Hauptseite gibt, nach der todesbedingten Überarbeitung der Artikel ggf. auch unter Wikipedia Diskussion:Hauptseite informieren und sie am besten auch in den anderen Wikipedia-Sprachversionen eintragen. Tipp: Regelmäßig bei news.google.de nach „ist tot“, „gestorben“ oder „verstorben“ suchen.
Wenn eine Person gestorben ist, gibt es viele Seiten zu dieser Person in der Wikipedia, die davon auch betroffen sind und entsprechend aktualisiert werden müssen. Beispiele: Namenübersichtsseite, Geburtsjahr, Geburtsort-Seiten und viele mehr.
Wie finde ich die betroffenen Seiten?
Im Suchfeld auf der linken Seite gibt man den Suchbegriff so ein: „Vorname Nachname“. Dann klickt man auf Volltext und alle Seiten mit entsprechendem Suchtext werden aufgerufen. Hier sieht man dann schnell, wo auch das Todesjahr Sinn macht oder sogar ein Teil des Artikels angepasst werden muss. Auch hilft das „Werkzeug“ auf der linken Seite sehr gut, um solche Seiten aufzufinden: „Links auf diese Seite“. Somit ist die Wikipedia wieder aktuell in allen Bereichen! Hinweis: bei Eintragung der Kategorie „Gestorben JAHR“ wird der Missbrauchsfilter 49 ausgelöst, was jedoch nicht schlimm ist. Siehe: Spezial:Missbrauchsfilter/49
Dies ist eine Liste von im Juni 2006 verstorbenen bekannten Persönlichkeiten. Die Einträge erfolgen innerhalb der einzelnen Daten alphabetisch sortiert. Tiere sind im Nekrolog für Tiere zu finden.

## Juni
| Tag      | Name                                       | Beruf, bekannt als                                                                      | Alter | Beleg |
| -------- | ------------------------------------------ | --------------------------------------------------------------------------------------- | ----- | ----- |
| 1. Juni  | Radu Bălescu                               | belgischer Physiker                                                                     | 73    |       |
| 1. Juni  | John Beloff                                | britischer Psychologe und Parapsychologe                                                | 86    |       |
| 1. Juni  | Josef Blöchl                               | deutscher Politiker (CSU), MdL                                                          | 67    |       |
| 1. Juni  | Wilhelm Bühler                             | baden-württembergischer Politiker                                                       | 80    |       |
| 1. Juni  | Roy Farran                                 | britisch-kanadischer Soldat, Politiker, Autor und Journalist                            | 85    |       |
| 1. Juni  | Christa Fast                               | deutsche Schauspielerin                                                                 | 64    |       |
| 1. Juni  | Frederik Hetmann                           | deutscher Schriftsteller                                                                | 72    |       |
| 1. Juni  | Iyanaga Shōkichi                           | japanischer Mathematiker                                                                | 100   |       |
| 1. Juni  | Rocío Jurado                               | spanische Sängerin und Schauspielerin                                                   | 59    |       |
| 1. Juni  | Calvin „Prince“ Pullins                    | US-amerikanischer Wrestler                                                              | 74    |       |
| 1. Juni  | Peter Radacher                             | österreichischer Skipionier                                                             | 95    |       |
| 1. Juni  | Dietrich Russell                           | deutscher Flugzeugbaumanager (EADS)                                                     | 64    |       |
| 1. Juni  | Anton Seelos                               | österreichischer Skirennläufer und Skitrainer                                           | 95    |       |
| 1. Juni  | Rudi Werion                                | deutscher Schlager-, Musical- und Filmkomponist                                         | 70    |       |
| 2. Juni  | Wilhelmine Bucherer                        | Schweizer Harfenistin                                                                   | 86    |       |
| 2. Juni  | Ronald Cass                                | britischer Komponist                                                                    | 83    |       |
| 2. Juni  | Johnny Grande                              | US-amerikanischer Musiker                                                               | 76    |       |
| 2. Juni  | Kitione Lave                               | tongaischer Boxer                                                                       | 72    |       |
| 2. Juni  | Joseph Hisajiro Matsunaga                  | japanischer Bischof von Fukuoka                                                         | 76    |       |
| 2. Juni  | Herbert Oelschläger                        | deutscher pharmazeutischer Chemiker                                                     | 85    |       |
| 2. Juni  | Leon Pownall                               | kanadischer Schauspieler, Autor und Schauspiellehrer                                    | 63    |       |
| 2. Juni  | Vince Welnick                              | US-amerikanischer Keyboarder                                                            | 55    |       |
| 3. Juni  | John Blair                                 | US-amerikanischer Jazzmusiker                                                           | 62    |       |
| 3. Juni  | Sako Cheskija                              | bulgarischer Filmregisseur und Drehbuchautor                                            | 83    |       |
| 3. Juni  | Leo Morris Clarke                          | australischer Altbischof von Maitland-Newcastle                                         | 82    |       |
| 3. Juni  | Hans Hirzel                                | deutscher Politiker (CDU, REP), Mitglied der Weißen Rose                                | 81    |       |
| 3. Juni  | Kiyooka Takayuki                           | japanischer Schriftsteller und Dichter                                                  | 83    |       |
| 3. Juni  | Brian Mills                                | britischer Fernsehregisseur                                                             | 72    |       |
| 3. Juni  | Heinz Riek                                 | deutscher Journalist, Fernsehpionier                                                    | 87    |       |
| 3. Juni  | Jorma Ruissalo                             | finnischer Eisschnellläufer                                                             | 94    |       |
| 3. Juni  | Karin Schäfers                             | deutsche Badmintonspielerin                                                             | 66    |       |
| 3. Juni  | Doug Serrurier                             | südafrikanischer Rennfahrer                                                             | 85    |       |
| 3. Juni  | Robin Murphy Williams                      | US-amerikanischer Soziologe                                                             | 91    |       |
| 4. Juni  | Joseph Balmer                              | Schweizer Historiker und Indianer-Experte                                               | 91    |       |
| 4. Juni  | Alec Bregonzi                              | britischer Schauspieler                                                                 | 76    |       |
| 4. Juni  | Walter Funkat                              | deutscher Werbegrafiker und Kulturpolitiker                                             | 99    |       |
| 4. Juni  | Peter Greenwell                            | britischer Komponist, Arrangeur und Pianist                                             | 76    |       |
| 4. Juni  | Hans-Ulrich von Ruepprecht                 | deutscher Jurist und Heraldiker                                                         | 94    |       |
| 4. Juni  | Paul Theile                                | deutscher Lokalhistoriker und Sachbuchautor                                             | 87    |       |
| 5. Juni  | Irène Aïtoff                               | französische Pianistin                                                                  | 101   |       |
| 5. Juni  | Henri Magne                                | französischer Rallyefahrer                                                              | 53    |       |
| 5. Juni  | Karl Pflock                                | US-amerikanischer Schriftsteller                                                        | 63    |       |
| 5. Juni  | Harley Rutledge                            | US-amerikanischer Physiker und UFO-Forscher                                             | 80    |       |
| 5. Juni  | Rinus Schaap                               | niederländischer Fußballspieler                                                         | 84    |       |
| 05. Juni | József Vadas                               | ungarischer Leichtathlet                                                                | 95    |       |
| 6. Juni  | Beate Bremme                               | deutsche Aktive der Wohlfahrt                                                           | 99    |       |
| 6. Juni  | Wilson Charles                             | US-amerikanischer Leichtathlet                                                          | 98    |       |
| 6. Juni  | Werner Döring                              | deutscher Physiker                                                                      | 94    |       |
| 6. Juni  | Vytautas Kanapeckas                        | litauischer Politiker                                                                   | 74    |       |
| 6. Juni  | Michael Knopf                              | deutscher Journalist und Spielekritiker                                                 | 44    |       |
| 6. Juni  | Heinz Lilienthal                           | deutscher Glasmaler und Designer                                                        | 79    |       |
| 6. Juni  | Renate Limbach                             | niederländische Schachspielerin                                                         | 34    |       |
| 6. Juni  | Jun Maeda                                  | japanischer Motorradrennfahrer                                                          | 38    |       |
| 6. Juni  | Arnold Newman                              | US-amerikanischer Porträtfotograf                                                       | 88    |       |
| 6. Juni  | Asoka Perera                               | indischer Filmproduzent                                                                 | 55    |       |
| 6. Juni  | Billy Preston                              | US-amerikanischer Soulmusiker und Hammond-Orgel-Spieler                                 | 59    |       |
| 6. Juni  | Joe Restivo                                | italienischer Schauspieler                                                              | 54    |       |
| 6. Juni  | Hilton Ruiz                                | US-amerikanischer Jazz-Pianist und Komponist                                            | 54    |       |
| 6. Juni  | Camille Sandorfy                           | ungarisch-kanadischer theoretischer Chemiker (Quantenchemie, Molekülspektroskopie)      | 85    |       |
| 6. Juni  | Claude Terrail                             | französischer Gastronom                                                                 | 88    |       |
| 7. Juni  | Hans Georg Anniès                          | deutscher Druckgraphiker und Bildhauer                                                  | 76    |       |
| 7. Juni  | Herbert Buhtz                              | deutscher Rudersportler und Olympiazweiter im Doppelzweier (1932)                       | 95    |       |
| 7. Juni  | Eric Butler                                | australischer Politiker und Journalist                                                  | 90    |       |
| 7. Juni  | Ray Cale                                   | walisischer Rugbyspieler                                                                | 83    |       |
| 7. Juni  | Joseph Dorfman                             | israelischer Komponist und Musikpädagoge                                                | 65    |       |
| 7. Juni  | Hermann Knipfer                            | deutscher Politiker (CSU), MdL                                                          | 71    |       |
| 7. Juni  | Udo Lumma                                  | deutscher Politiker (SPD), MdL                                                          | 65    |       |
| 7. Juni  | Terrence McCann                            | US-amerikanischer Ringer                                                                | 72    |       |
| 7. Juni  | Scott Palmer                               | US-amerikanischer Musiker                                                               | 38    |       |
| 7. Juni  | Ingo Preminger                             | US-amerikanischer Literaturagent und Filmproduzent                                      | 95    |       |
| 7. Juni  | Alfred Raddatz                             | evangelischer Kirchenhistoriker                                                         | 78    |       |
| 7. Juni  | Louis Bruno Sohn                           | US-amerikanischer Völkerrechtler                                                        | 92    |       |
| 7. Juni  | John Tenta                                 | kanadischer Wrestler                                                                    | 42    |       |
| 7. Juni  | Abu Musab az-Zarqawi                       | jordanischer Terrorist                                                                  | 39    |       |
| 7. Juni  | Eleonore Zetzsche                          | deutsche Schauspielerin und Sängerin                                                    | 86    |       |
| 8. Juni  | Audrey Campbell                            | US-amerikanische Schauspielerin                                                         | 76    |       |
| 8. Juni  | Isaac Chinebuah                            | ghanaischer Politiker                                                                   |       |       |
| 8. Juni  | Robert Donner                              | US-amerikanischer Schauspieler                                                          | 75    |       |
| 8. Juni  | Leo Janz                                   | kanadischer Evangelist und Sänger                                                       | 86    |       |
| 8. Juni  | Alan Jordan                                | US-amerikanischer Schauspieler                                                          | 57    |       |
| 8. Juni  | Jaxon                                      | US-amerikanischer Comiczeichner                                                         | 65    |       |
| 8. Juni  | Mykola Kolessa                             | ukrainischer Komponist, Dirigent und Pädagoge                                           | 102   |       |
| 8. Juni  | Matta al-Maskin                            | koptisch-orthodoxer Mönch, Klostervorsteher und geistlicher Schriftsteller              | 86    |       |
| 8. Juni  | Jamal Abu Samhadana                        | palästinensischer Gründer des palästinensischen Volkswiderstandskomitees                | 43    |       |
| 8. Juni  | Sir Peter Smithers                         | britischer Politiker (Konservative)                                                     | 92    |       |
| 8. Juni  | Traian Tomescu                             | rumänischer Fußballspieler, -trainer und -funktionär                                    | 85    |       |
| 8. Juni  | Bjørn Wiinblad                             | dänischer Künstler, Maler und Grafiker                                                  | 87    |       |
| 9. Juni  | Bohuslav Cambel                            | slowakischer Geologe und Hochschullehrer                                                | 86    |       |
| 9. Juni  | Drafi Deutscher                            | deutscher Sänger, Komponist und Musikproduzent                                          | 60    |       |
| 9. Juni  | Sabine Lamprecht                           | italienisches Fotomodell                                                                |       |       |
| 9. Juni  | Hanns Petersen                             | deutscher Opernsänger, Musikhochschullehrer und Schlagersänger                          | 78    |       |
| 9. Juni  | Susanne Rosenkrantz-Theil                  | dänische Schauspielerin                                                                 | 71    |       |
| 9. Juni  | Enzo Siciliano                             | italienischer Schriftsteller, Journalist und Literaturkritiker                          | 72    |       |
| 10. Juni | Abd al-Karim Abdullah al-Araschi           | jemenitischer Politiker und Präsident                                                   |       |       |
| 10. Juni | Hubertus Czernin                           | österreichischer Journalist und Verleger                                                | 50    |       |
| 10. Juni | Louise Garforth-Eisele                     | Schweizer Bassistin                                                                     | 26    |       |
| 10. Juni | German Goldenshteyn                        | sowjetischer Klarinettist                                                               | 71    |       |
| 10. Juni | Rusty Hanson                               | US-amerikanischer Stuntman                                                              | 39    |       |
| 10. Juni | Wulff-Dieter Heintz                        | deutscher Astronom                                                                      | 76    |       |
| 10. Juni | Don Lemmon                                 | US-amerikanischer Ernährungswissenschaftler und Buchautor                               | 37    |       |
| 10. Juni | Otto Grieg Tidemand                        | norwegischer Politiker (Høyre), Minister und Unternehmer                                | 84    |       |
| 10. Juni | Wolfgang Thal                              | deutscher Schauspieler                                                                  | 82    |       |
| 10. Juni | Herbert Trautmann                          | deutscher Politiker                                                                     | 57    |       |
| 11. Juni | Nicolas Barrera                            | russischer Maler                                                                        | 86    |       |
| 11. Juni | Pierre Clerdent                            | belgischer Politiker                                                                    | 97    |       |
| 11. Juni | Neroli Fairhall                            | neuseeländische Bogenschützin                                                           | 61    |       |
| 11. Juni | Rolande Falcinelli                         | französische Komponistin, Pianistin und Organistin                                      | 86    |       |
| 11. Juni | Tim Hildebrandt                            | US-amerikanischer Maler und Illustrator                                                 | 67    |       |
| 11. Juni | Suzanne Morrow                             | kanadische Eiskunstläuferin                                                             | 75    |       |
| 11. Juni | Mike Quarry                                | US-amerikanischer Boxer irischer Abstammung                                             | 55    |       |
| 11. Juni | Bruce Shand                                | britischer Offizier                                                                     | 89    |       |
| 11. Juni | Wrex Tarr                                  | simbabwischer Bogenschütze, Komödiant und Nachrichten-Moderator                         | 71    |       |
| 11. Juni | George Washington                          | US-amerikanischer Boxtrainer                                                            | 79    |       |
| 12. Juni | Ingrid Ahrendt-Schulte                     | deutsche Historikerin mit Schwerpunkt auf der Hexenforschung                            | 64    |       |
| 12. Juni | Michael Christian                          | deutscher Schauspieler und Synchronsprecher                                             | 59    |       |
| 12. Juni | Philipp Filtzinger                         | deutscher Archäologe                                                                    | 81    |       |
| 12. Juni | György Illés                               | ungarischer Kameramann                                                                  | 91    |       |
| 12. Juni | Hugh Latimer                               | britischer Schauspieler                                                                 | 93    |       |
| 12. Juni | György Ligeti                              | ungarisch-österreichischer Komponist                                                    | 83    |       |
| 12. Juni | José Leite Lopes                           | brasilianischer Physiker                                                                | 87    |       |
| 12. Juni | Rosalind Marquis                           | US-amerikanische Schauspielerin                                                         | 90    |       |
| 12. Juni | Josef Schmidl                              | österreichischer Politiker (SPÖ), Abgeordneter zum Nationalrat                          | 86    |       |
| 12. Juni | James Stephen Sullivan                     | US-amerikanischer Geistlicher, Bischof von Fargo                                        | 76    |       |
| 12. Juni | Kenneth Thomson, 2. Baron Thomson of Fleet | kanadischer Unternehmer                                                                 | 82    |       |
| 12. Juni | James Winter                               | US-amerikanischer Hornist                                                               |       |       |
| 13. Juni | Joachim Erbslöh                            | deutscher Mediziner                                                                     | 96    |       |
| 13. Juni | Freddie Gorman                             | US-amerikanischer Songschreiber                                                         | 67    |       |
| 13. Juni | Charles J. Haughey                         | irischer Politiker                                                                      | 80    |       |
| 13. Juni | Luis Jiménez                               | mexikanisch-US-amerikanischer Bildhauer                                                 | 65    |       |
| 13. Juni | Oswald Paulig                              | deutscher Politiker (SPD), MdHB, Konsumgenossenschafter                                 | 84    |       |
| 13. Juni | Dennis Shepherd                            | südafrikanischer Boxer                                                                  | 79    |       |
| 13. Juni | Johann Wolf                                | österreichischer Politiker (ÖVP)                                                        | 75    |       |
| 13. Juni | Judith Wolinsky                            | US-amerikanische Filmproduzentin                                                        | 56    |       |
| 14. Juni | Samuel K. Ackerman                         | US-amerikanischer Manager                                                               | 58    |       |
| 14. Juni | Roland Alexander                           | US-amerikanischer Jazzmusiker                                                           | 70    |       |
| 14. Juni | Monty Berman                               | britischer Regisseur, Film- und Fernsehproduzent                                        |       |       |
| 14. Juni | Günther Deicke                             | deutscher Lyriker und Publizist                                                         | 83    |       |
| 14. Juni | Martin Dörrie                              | deutscher Klavierlehrer                                                                 |       |       |
| 14. Juni | Czesław Gęborski                           | polnischer Offizier, Kommandant des polnischen Internierungslagers Lamsdorf nach 1945   | 81    |       |
| 14. Juni | Gabriele Geißler                           | deutsche Tischtennisspielerin                                                           | 61    |       |
| 14. Juni | Ernst Paul Jacobs                          | Duisburger Politiker (CDU)                                                              | 87    |       |
| 14. Juni | Léonard Pétion Laroche                     | römisch-katholischer Bischof von Inhambane                                              | 87    |       |
| 14. Juni | Jean Roba                                  | belgischer Comiczeichner                                                                | 75    |       |
| 14. Juni | Knut Wigert                                | norwegischer Schauspieler                                                               | 89    |       |
| 15. Juni | Betty Curtis                               | italienische Sängerin                                                                   | 70    |       |
| 15. Juni | Raymond Devos                              | französischer Komiker, Comedian und Clown                                               | 83    |       |
| 15. Juni | Guillaume Driessens                        | belgischer Radrennfahrer                                                                | 94    |       |
| 15. Juni | Ján Langoš                                 | slowakischer Politiker                                                                  | 59    |       |
| 15. Juni | Fritz Stude                                | deutscher Diplomat                                                                      | 91    |       |
| 15. Juni | Max Turilli                                | italienischer Schauspieler und Synchronsprecher                                         | 77    |       |
| 15. Juni | Frank Willett                              | britischer Kunsthistoriker                                                              | 80    |       |
| 16. Juni | Roland Boyes                               | britischer Politiker (Labour), Mitglied des Europäischen Parlaments und des Unterhauses | 69    |       |
| 16. Juni | Barbara Epstein                            | US-amerikanische Herausgeberin                                                          | 76    |       |
| 16. Juni | Arthur Franz                               | US-amerikanischer Schauspieler                                                          | 86    |       |
| 16. Juni | Scott Manning                              | kanadischer Flugzeugkonstrukteur                                                        | 48    |       |
| 16. Juni | Wladimir Naef                              | Schweizer Schachspieler und -komponist                                                  | 86    |       |
| 16. Juni | Vlasta Průchová                            | tschechische Jazzsängerin                                                               | 79    |       |
| 16. Juni | Erne Seder                                 | österreichische Schauspielerin                                                          | 81    |       |
| 16. Juni | Wolfgang Sitte                             | österreichischer Geograph und Didaktiker                                                | 81    |       |
| 16. Juni | Igor Śmiałowski                            | polnischer Schauspieler                                                                 | 88    |       |
| 17. Juni | Bussunda                                   | brasilianischer Komiker und Mitglied der Casseta & Planeta                              | 43    |       |
| 17. Juni | Wilfried Helmstädter                       | deutscher Volkswirt und Politiker (SPD)                                                 | 76    |       |
| 17. Juni | Joaquim Miranda                            | portugiesischer Politiker                                                               | 55    |       |
| 17. Juni | Winfried Pesch                             | deutscher Kirchenmusiker                                                                | 77    |       |
| 17. Juni | Adolf Reinle                               | Schweizer Kunsthistoriker                                                               | 85    |       |
| 17. Juni | Abdul Halim Sadulajew                      | tschetschenischer Rebellenführer                                                        |       |       |
| 18. Juni | Hubert Cornfield                           | US-amerikanischer Filmregisseur, -produzent und Drehbuchautor                           | 77    |       |
| 18. Juni | Nathaniel N. Craley                        | US-amerikanischer Politiker                                                             | 78    |       |
| 18. Juni | Jesús Fuertes                              | spanischer Maler                                                                        | 68    |       |
| 18. Juni | Myriam Baroness von Fürstenberg            | niederländisch-deutsche Adelige                                                         | 97    |       |
| 18. Juni | Hans-Christoph Knebusch                    | deutscher Kulturjournalist                                                              | 77    |       |
| 18. Juni | Gică Petrescu                              | rumänischer Sänger und Komponist                                                        | 91    |       |
| 18. Juni | Vincent Sherman                            | US-amerikanischer Filmregisseur                                                         | 99    |       |
| 18. Juni | Richard Stahl                              | US-amerikanischer Schauspieler                                                          | 74    |       |
| 18. Juni | Markus Zimmer                              | deutscher Musiker und Sänger der Band The Bates                                         | 41    |       |
| 18. Juni | Joseph Zobel                               | französischer Schriftsteller                                                            | 91    |       |
| 19. Juni | Susanna Amirowa                            | sowjetisch-russische Chemikerin und Hochschullehrerin                                   | 86    |       |
| 19. Juni | Petar Christoskow                          | bulgarischer Komponist, Geiger und Musikpädagoge                                        | 89    |       |
| 19. Juni | Alfred Mock                                | deutscher katholischer Ordensgeistlicher und Hochschullehrer                            | 98    |       |
| 19. Juni | Friedrich Karl von Preußen                 | deutscher Adliger, Mitglied des ehemaligen preußischen Königshauses                     | 87    |       |
| 19. Juni | Howard Shanet                              | US-amerikanischer Dirigent, Komponist                                                   | 87    |       |
| 20. Juni | Wladimir Damgow                            | bulgarischer Physiker, Mathematiker und Parlamentarier                                  | 58    |       |
| 20. Juni | Bill Daniel                                | US-amerikanischer Politiker                                                             | 90    |       |
| 20. Juni | Evelyn Dubrow                              | US-amerikanische Lobbyistin                                                             | 95    |       |
| 20. Juni | Markus Fierz                               | Schweizer Physiker                                                                      | 94    |       |
| 20. Juni | Hermann Fister                             | burgenländischer Landtagsabgeordneter (SPÖ)                                             | 68    |       |
| 20. Juni | Erwin Fuchs                                | deutscher Kommunalpolitiker (SPD)                                                       | 92    |       |
| 20. Juni | Walter Mantegazza                          | uruguayischer Fußballspieler                                                            | 54    |       |
| 20. Juni | E. Pierce Marshall                         | US-amerikanischer Unternehmer                                                           | 67    |       |
| 20. Juni | Jerome Martin                              | südafrikanischer Sänger                                                                 | 29    |       |
| 20. Juni | Georg Schmidt-Arzberg                      | deutscher Musiker und Komponist                                                         | 86    |       |
| 20. Juni | William Shurcliff                          | US-amerikanischer Wissenschaftler                                                       | 97    |       |
| 20. Juni | Tracy Thielen                              | US-amerikanischer Schauspieler und Musiker                                              | 43    |       |
| 20. Juni | Vincent Usulor                             | nigerianischer Politiker                                                                | 57    |       |
| 20. Juni | Werner Van Cleemput                        | belgischer Komponist und Musiker                                                        | 75    |       |
| 21. Juni | Margara Alonso                             | argentinische Schauspielerin                                                            | 78    |       |
| 21. Juni | Joseph M. Baldacchino                      | maltesischer Politiker, Parlamentssprecher Maltas                                       | 83    |       |
| 21. Juni | Heinz Bartheidel                           | deutscher Politiker (CDU), MdL                                                          | 67    |       |
| 21. Juni | Theo Bell                                  | US-amerikanischer Footballspieler                                                       | 52    |       |
| 21. Juni | Vern Leroy Bullough                        | US-amerikanischer Historiker und Sexologe                                               | 77    |       |
| 21. Juni | Andreas Coerdt                             | deutscher Offizier, Generalmajor der Bundeswehr                                         | 90    |       |
| 21. Juni | Luise Juli                                 | deutsche Politikerin (SPD)                                                              | 89    |       |
| 21. Juni | Yoshimi Kondō                              | japanischer Dichter                                                                     | 93    |       |
| 21. Juni | Jacques Lanzmann                           | französischer Schriftsteller und Journalist                                             | 79    |       |
| 21. Juni | Maria Imma Mack                            | deutsche Ordensschwester                                                                | 82    |       |
| 21. Juni | Helmuth Möhring                            | deutscher Offizier und Politiker (SPD), MdB                                             | 84    |       |
| 21. Juni | Jared Christopher Monti                    | US-amerikanischer Soldat                                                                | 30    |       |
| 21. Juni | Nazzareno Natale                           | italienischer Schauspieler                                                              | 68    |       |
| 21. Juni | Khamis al-Obeidi                           | irakischer Jurist und Strafverteidiger                                                  | 39    |       |
| 21. Juni | Duane Roland                               | US-amerikanischer Gitarrist                                                             | 53    |       |
| 21. Juni | Loma Smith                                 | US-amerikanische Badminton- und Golfspielerin                                           | 92    |       |
| 22. Juni | Heinz Ludwig Ansbacher                     | deutsch-US-amerikanischer Psychologe                                                    | 101   |       |
| 22. Juni | Gerhart Brenner                            | deutscher Unternehmer, Handelsrichter beim Landgericht Heilbronn                        | 87    |       |
| 22. Juni | Ambrose Campbell                           | britischer Musiker nigerianischer Herkunft                                              | 86    |       |
| 22. Juni | Anna Castelli Ferrieri                     | italienische Architektin und Industriedesignerin                                        | 85    |       |
| 22. Juni | Adrienne Ekila Liyonda                     | zairische Diplomatin und Politikerin                                                    | 57    |       |
| 22. Juni | Alexander Jahr                             | deutscher Rechtsanwalt und Verleger                                                     | 66    |       |
| 22. Juni | Joseph Rutten                              | niederländischer Schauspieler                                                           | 75    |       |
| 22. Juni | Hartmut Schmidt                            | deutscher Kirchenmusiker                                                                | 76    |       |
| 23. Juni | Martin Adler                               | schwedischer Journalist                                                                 | 47    |       |
| 23. Juni | Gottlieb Brunner                           | deutscher Politiker (SPD)                                                               | 74    |       |
| 23. Juni | Luke Graham                                | US-amerikanischer Wrestler                                                              | 66    |       |
| 23. Juni | Hiroyuki Iwaki                             | japanischer Dirigent                                                                    | 73    |       |
| 23. Juni | Aaron Spelling                             | US-amerikanischer Film- und Fernsehproduzent                                            | 83    |       |
| 23. Juni | Matthias Weber                             | deutscher Hochschullehrer und Heimatforscher                                            | 78    |       |
| 24. Juni | Hulda Autenrieth-Gander                    | Schweizer Frauenrechtspionierin                                                         | 92    |       |
| 24. Juni | Børre Falkum-Hansen                        | norwegischer Segler                                                                     | 86    |       |
| 24. Juni | Rolf Herzog                                | deutscher Ethnologe                                                                     | 87    |       |
| 24. Juni | Tichaona Jokonya                           | simbabwischer Politiker                                                                 | 67    |       |
| 24. Juni | Joaquim Jordà                              | spanischer Drehbuchautor, Regisseur und Schauspieler                                    | 70    |       |
| 24. Juni | Heinz-Günther Lehmann                      | deutscher Schwimmer                                                                     | 83    |       |
| 24. Juni | Ígor Medio                                 | spanischer Musiker                                                                      | 34    |       |
| 24. Juni | Carlos Redondo                             | spanischer Musiker                                                                      | 40    |       |
| 24. Juni | Lyle Stuart                                | US-amerikanischer Herausgeber                                                           | 83    |       |
| 24. Juni | Jean Varraud                               | französischer Fußballspieler                                                            |       |       |
| 24. Juni | Karl Vogelsang                             | deutscher Maler und Textildesigner                                                      | 74    |       |
| 24. Juni | Ric Weiland                                | US-amerikanischer Computersoftwarepioneer und Philanthrop                               | 53    |       |
| 24. Juni | Hermann Winkler                            | deutscher Journalist und Pressesprecher                                                 | 74    |       |
| 25. Juni | Ingeborg Geisendörfer                      | deutsche Politikerin (CSU), MdB                                                         | 99    |       |
| 25. Juni | Kenneth Griffith                           | britischer Schauspieler und Regisseur                                                   | 84    |       |
| 25. Juni | Franz Holzheu                              | deutscher Wirtschaftswissenschaftler und Hochschullehrer                                | 69    |       |
| 25. Juni | Johnny Jenkins                             | US-amerikanischer Musiker                                                               | 67    |       |
| 25. Juni | Heinz Jungnickel                           | deutscher Kältetechniker                                                                | 91    |       |
| 25. Juni | Irving Kaplansky                           | US-amerikanischer Mathematiker                                                          | 89    |       |
| 25. Juni | Arif Mardin                                | türkischer Musikproduzent, in den USA tätig                                             | 74    |       |
| 25. Juni | Ralph Olinger                              | Schweizer Skirennfahrer                                                                 | 81    |       |
| 25. Juni | Fernando Soto Henríquez                    | honduranischer Jagdflieger                                                              | 67    |       |
| 25. Juni | Günther Wagenlehner                        | deutscher Publizist                                                                     | 82    |       |
| 25. Juni | Seema Weatherwax                           | US-amerikanische Fotografin                                                             | 100   |       |
| 25. Juni | Gwen Willson                               | US-amerikanische Schauspielerin                                                         | 88    |       |
| 26. Juni | Jin Yugan                                  | chinesischer Paläontologe                                                               | 68    |       |
| 26. Juni | Maria Grazia Marchelli                     | italienische Skirennläuferin                                                            | 74    |       |
| 26. Juni | Frederick Mayer                            | deutscher Pädagoge, Hochschullehrer und Autor                                           | 84    |       |
| 26. Juni | Arthur Haggai Oder                         | ugandischer Jurist, Richter am obersten Gerichtshof Ugandas                             | 67    |       |
| 26. Juni | Heribert Oel                               | deutscher Materialwissenschaftler                                                       | 81    |       |
| 26. Juni | Eckhard Ohl                                | deutscher Politiker (SPD), MdB, MdL                                                     | 59    |       |
| 26. Juni | Raymond J. Plouhar                         | US-amerikanischer Unteroffizier                                                         | 30    |       |
| 26. Juni | Eric Rofes                                 | US-amerikanischer Schriftsteller und Aktivist                                           | 51    |       |
| 26. Juni | Abbye „Pudgy“ Stockton                     | US-amerikanische Gewichtheberin                                                         | 88    |       |
| 26. Juni | Dietrich Unkrodt                           | deutscher Tubist und Kontrabassist                                                      | 71    |       |
| 26. Juni | Karl-Heinz Weimann                         | deutscher Bibliothekar                                                                  | 83    |       |
| 26. Juni | Tommy Wonder                               | niederländischer Zauberer                                                               | 52    |       |
| 27. Juni | Eileen Barton                              | US-amerikanische Filmschauspielerin und Sängerin                                        | 81    |       |
| 27. Juni | Hans Kröner                                | deutscher Unternehmer                                                                   | 96    |       |
| 27. Juni | Germaine Mounier                           | französische Pianistin und Musikpädagogin                                               | 86    |       |
| 27. Juni | Heinz Putzhammer                           | deutscher Gewerkschafter                                                                | 65    |       |
| 27. Juni | Emmerich Reichrath                         | rumänischer Publizist, Chefredakteur, Literatur- und Theaterkritiker                    | 64    |       |
| 27. Juni | Angel Maturino Resendez                    | mexikanischer Serienmörder                                                              | 45    |       |
| 27. Juni | Eduard Schweizer                           | schweizerischer reformierter Theologe                                                   | 93    |       |
| 27. Juni | Klaramaria Skala                           | österreichische Schauspielerin                                                          | 85    |       |
| 28. Juni | Jim Baen                                   | US-amerikanischer Herausgeber und Redakteur                                             | 62    |       |
| 28. Juni | Sam Capuano                                | US-amerikanischer Schauspieler                                                          | 89    |       |
| 28. Juni | Caroline Kearney                           | irische Triathletin                                                                     | 24    |       |
| 28. Juni | Theodore Levitt                            | deutscher Wirtschaftswissenschaftler                                                    | 81    |       |
| 28. Juni | June Lloyd, Baroness Lloyd of Highbury     | britische Pädiaterin und Wissenschaftlerin                                              | 78    |       |
| 28. Juni | Peter Rawlinson, Baron Rawlinson of Ewell  | britischer Jurist und Politiker                                                         | 87    |       |
| 28. Juni | Sauli Rytky                                | finnischer Skilangläufer                                                                | 88    |       |
| 28. Juni | Peter Selinka                              | deutscher Werbeberater und Kunstsammler                                                 | 81    |       |
| 28. Juni | Lennie Weinrib                             | US-amerikanischer Schauspieler                                                          | 71    |       |
| 29. Juni | Fabián Bielinsky                           | argentinischer Regisseur                                                                | 47    |       |
| 29. Juni | Georg Blumenstiel                          | deutscher Politiker (SPD), MdL                                                          | 78    |       |
| 29. Juni | Joseph Edamaruku                           | indischer Journalist                                                                    | 71    |       |
| 29. Juni | Walter Förderer                            | Schweizer Bildhauer, Architekt, Hochschullehrer und Politiker                           | 78    |       |
| 29. Juni | Guo Wenzhi                                 | chinesischer römisch-katholischer Geistlicher; Bischof der Diözese Qiqihar              | 88    |       |
| 29. Juni | Marie-Louise Henry                         | deutsch-französische Theologin                                                          | 95    |       |
| 29. Juni | Ed Hugus                                   | US-amerikanischer Autorennfahrer                                                        | 82    |       |
| 29. Juni | Engelbert Niebler                          | deutscher Jurist, Richter des Bundesverfassungsgerichts                                 | 84    |       |
| 29. Juni | Tadao Ōnishi                               | japanischer Fußballspieler und -trainer                                                 | 63    |       |
| 29. Juni | Arnd Reif                                  | deutscher Politiker (PDS)                                                               | 62    |       |
| 29. Juni | Lloyd Richards                             | US-amerikanischer Schauspieler und Theaterregisseur                                     | 87    |       |
| 29. Juni | André Rivoal                               | französischer Radrennfahrer                                                             | 84    |       |
| 29. Juni | Mychajlo Sabryha                           | ukrainisch griechisch-katholischer Bischof von Ternopil-Sboriw                          | 65    |       |
| 29. Juni | Rimma Pawlowna Schpakowa                   | russische Soziologin                                                                    | 66    |       |
| 30. Juni | Rolf Gattermann                            | deutscher Zoologe, Verhaltensforscher                                                   | 56    |       |
| 30. Juni | Robert Gernhardt                           | deutscher Schriftsteller, Comiczeichner und Maler                                       | 68    |       |
| 30. Juni | Joyce Hatto                                | britische Pianistin                                                                     | 77    |       |
| 30. Juni | Harold Olmo                                | US-amerikanischer Botaniker, Önologe und Rebzüchter                                     | 96    |       |
| 30. Juni | Roland Schlotzhauer                        | US-amerikanischer Filmemacher                                                           | 50    |       |
| 30. Juni | Ross Tompkins                              | US-amerikanischer Jazzpianist                                                           | 68    |       |
| Juni     | Medjoub Lakehal Ayat                       | algerischer Politiker, Chef des Nachrichtendienstes (1981–1988)                         | 70    |       |
| Juni     | Francesco Degli Espinosa                   | italienischer Filmschaffender                                                           | 72    |       |
| Juni     | Serafina Núñez                             | kubanische Lehrerin und Schriftstellerin                                                | 92    |       |
| Juni     | Henry Peper                                | deutscher Fußballspieler                                                                | 77    |       |
| Juni     | Walther Zeitler                            | deutscher Journalist und Autor                                                          |       |       |